# Michal Klasa
Michal Klasa (Brno, 19 dicembre 1953) è un ex ciclista su strada ceco, fino al 1992 cecoslovacco.

## Palmarès

### Olimpiadi
- 1 medaglia:
  - 1 bronzo (Mosca 1980 nella corsa a cronometro a squadre)

### Mondiali
- 3 medaglie:
  - 1 argento (Giavera del Montello 1985 nella corsa a cronometro a squadre)
  - 2 bronzi (Montréal 1974 nella corsa a squadre; Praga 1981 nella corsa a cronometro a squadre)

### Giochi dell'Amicizia
- 1 medaglia:
  - 1 bronzo (Schleiz 1984 nella corsa a squadre)